# فارمرز (کنتاکی)
فارمرز (به انگلیسی: Farmers) یک منطقهٔ مسکونی در ایالات متحده آمریکا است که در کنتاکی واقع شده‌است. فارمرز ۲۸۴ نفر جمعیت دارد و ۲۰۵٫۱۳ متر بالاتر از سطح دریا واقع شده‌است.